# Reine Wisell
Reine Tore Leif Wisell (Motala, 30 de setembro de 1941 – Pattaya, 20 de março de 2022) foi um automobilista sueco.
Disputou 23 provas de Fórmula 1 de 1970 até 1974, conseguiu um pódio e marcou 13 pontos no total.
Reine Wisell morreu em Pattaya, Tailândia, em 20 de março de 2022, aos 80 anos.

## Resultados na Fórmula 1[3]
(legenda) 
| Ano  | Nome Oficial da Equipe         | Chassis   | Motor                     | 1         | 2        | 3         | 4         | 5       | 6         | 7         | 8         | 9   | 10       | 11        | 12       | 13       | 14  | 15  | Pontos | Posição  |
| ---- | ------------------------------ | --------- | ------------------------- | --------- | -------- | --------- | --------- | ------- | --------- | --------- | --------- | --- | -------- | --------- | -------- | -------- | --- | --- | ------ | -------- |
| 1970 | Gold Leaf Team Lotus           | Lotus 72C | Ford Cosworth DFV V8      | RSA       | ESP      | MON       | BEL       | NED     | FRA       | GBR       | GER       | AUT | ITA      | CAN       | USA 3 F  | MEX NC F |     |     | 4      | 16º      |
| 1971 | Gold Leaf Team Lotus           | Lotus 72C | Ford Cosworth DFV V8      | RSA 4 F   | ESP NC F | MON Ret F |           |         |           |           |           |     |          |           |          |          |     |     | 9      | 12º      |
| 1971 | Gold Leaf Team Lotus           | Lotus 72D | Ford Cosworth DFV V8      |           |          |           | NED DSQ F | FRA 6 F |           | GER 8 F   | AUT 4 F   | ITA | CAN 5 F  | USA Ret F |          |          |     |     | 9      | 12º      |
| 1971 | Gold Leaf Team Lotus           | Lotus 56B | Pratt & Whitney STN76 tbn |           |          |           |           |         | GBR NC F  |           |           |     |          |           |          |          |     |     | 9      | 12º      |
| 1972 | Marlboro BRM                   | BRM P153  | BRM P142 V12              | ARG Ret F |          |           |           |         |           |           |           |     |          |           |          |          |     |     | 0      | NC (31º) |
| 1972 | Marlboro BRM                   | BRM P160B | BRM P142 V12              |           | RSA      | ESP Ret F | MON Ret F | BEL     | FRA Ret F | GBR       |           |     |          |           |          |          |     |     | 0      | NC (31º) |
| 1972 | Marlboro BRM                   | BRM P160C | BRM P142 V12              |           |          |           |           |         |           |           | GER Ret F | AUT | ITA 12 F |           |          |          |     |     | 0      | NC (31º) |
| 1972 | John Player Team Lotus         | Lotus 72D | Ford Cosworth DFV V8      |           |          |           |           |         |           |           |           |     |          | CAN Ret F | USA 10 F |          |     |     | 0      | NC (31º) |
| 1973 | Team Pierre Robert             | March 731 | Ford Cosworth DFV V8      | ARG       | BRA      | RSA       | ESP       | BEL     | MON       | SWE DNS G |           |     |          |           |          |          |     |     | 0      | NC       |
| 1973 | Clarke-Mordaunt-Guthrie Racing | March 731 | Ford Cosworth DFV V8      |           |          |           |           |         |           |           | FRA Ret G | GBR | NED      | GER       | AUT      | ITA      | CAN | USA | 0      | NC       |
| 1974 | March Engineering              | March 741 | Ford Cosworth DFV V8      | ARG       | BRA      | RSA       | ESP       | BEL     | MON       | SWE Ret G | NED       | FRA | GBR      | GER       | AUT      | ITA      | CAN | USA | 0      | NC       |

## 24 Horas de Le Mans[4]
| Ano  | Equipe                           | Nº | Co-Pilotos                             | Chassi                    | Pneus | Classe  | Voltas | Posição | Posição Na Categoria |
| Ano  | Equipe                           | Nº | Co-Pilotos                             | Motor                     | Pneus | Classe  | Voltas | Posição | Posição Na Categoria |
| ---- | -------------------------------- | -- | -------------------------------------- | ------------------------- | ----- | ------- | ------ | ------- | -------------------- |
| 1969 | Scuderia Filipinetti             | 1  | Henri Greder                           | Chevrolet Corvette C3     | G     | GT +2.0 | 196    | DNF     | DNF                  |
| 1969 | Scuderia Filipinetti             | 1  | Henri Greder                           | Chevrolet 7.0L V8         | G     | GT +2.0 | 196    | DNF     | DNF                  |
| 1970 | Scuderia Filipinetti             | 14 | Jo Bonnier                             | Ferrari 512S              | G     | S 5.0   | 36     | DNF     | DNF                  |
| 1970 | Scuderia Filipinetti             | 14 | Jo Bonnier                             | Ferrari 5.0L V12          | G     | S 5.0   | 36     | DNF     | DNF                  |
| 1973 | Équipe Gitanes Cigarettes France | 7  | Jean-Louis Lafosse Hughes de Fierlandt | Lola T282                 | G     | S 3.0   | 165    | DNF     | DNF                  |
| 1973 | Équipe Gitanes Cigarettes France | 7  | Jean-Louis Lafosse Hughes de Fierlandt | Ford Cosworth DFV 3.0L V8 | G     | S 3.0   | 165    | DNF     | DNF                  |
| 1974 | Gulf Research Racing Co.         | 12 | Vern Schuppan                          | Mirage GR7                | F     | S 3.0   | 49     | DNF     | DNF                  |
| 1974 | Gulf Research Racing Co.         | 12 | Vern Schuppan                          | Ford Cosworth DFV 3.0L V8 | F     | S 3.0   | 49     | DNF     | DNF                  |